# Office de l'Union européenne pour la propriété intellectuelle
L’Office de l'Union européenne pour la propriété intellectuelle (EUIPO), nommé jusqu'en mars 2016 « Office de l’harmonisation dans le marché intérieur » et abrégé OHMI, est une agence de l’Union européenne chargée de gérer les systèmes d’enregistrement des marques et des dessins ou modèles, valables dans l'ensemble des États membres. Son objectif est de garantir l’existence de droits exclusifs sur les signes distinctifs et de protéger les marques et dessins ou modèles de l’UE de façon uniforme sur tout le territoire de l’UE. Ses missions restent les mêmes.
L’EUIPO travaille en étroite collaboration avec les offices nationaux de la propriété intellectuelle (OPI) des États membres, les offices internationaux et la Commission européenne. Son siège est à Alicante, en Espagne.

## Historique
- 1988 : la directive 89/104/CEE du Conseil[2] du 21 décembre 1988, rapprochant les législations des États-membres sur les marques, a institué un système de dépôt de marque de l’UE. La directive a pour objectif d’assurer aux marques enregistrées la même protection dans les différentes législations des États membres.
- 1994 : l’OHMI est créé pour contribuer au développement harmonieux des activités économiques de l’UE. L’OHMI a été institué par le Règlement (CE) no 40/94 du Conseil[3] du 20 décembre 1993, sur la marque communautaire. Le système de la marque communautaire se fonde principalement sur ce règlement.
- 2001 : le système des dessins ou modèles communautaires est établi par un règlement de base du Conseil datant de 2001 et plusieurs règlements de la Commission.
- 2004 : le règlement modificatif (CE) no 422/2004[4] simplifie le « système de recherche » de droits antérieurs. La recherche par l’OHMI de l'existence de marques communautaires antérieures demeure obligatoire. Toutefois, les recherches effectuées par les offices nationaux de propriété industrielle deviennent facultatives.
- 1er octobre 2004 : l’UE adhère au protocole de Madrid de l’Organisation mondiale de la propriété intellectuelle (OMPI), concernant l’enregistrement international des marques. L'objectif est de permettre aux entreprises d'obtenir, par un dépôt d'une demande unique, la protection de leur marque non seulement dans l’UE en tant que marque communautaire mais également dans les pays parties au Protocole de Madrid (plus de 60 pays).
- 2009 : le règlement (CE) no 207/2009[5] du Conseil du 26 février 2009 sur la marque communautaire vient codifier les modifications successives subies par le règlement (CE) no 40/94 du Conseil depuis son entrée en vigueur.
- 2015 : le règlement (UE) 2015/2424[6] du Parlement européen et du Conseil du 16 décembre 2015 révise le droit européen en matière de marques (notamment le règlement (CE) no 207/2009). Ce règlement (UE) instaure quelques modifications dans la nomenclature : on ne parle désormais plus de marque communautaire mais de marque de l’Union européenne, de plus l'Office de l'harmonisation dans le marché intérieur devient l'Office de l'Union européenne pour la propriété intellectuelle.
- 2017 : le règlement (UE) 2017/1001[7] du Parlement européen et du Conseil du 14 juin 2017 sur la marque de l’Union européenne vient codifier les différentes modifications subies par le règlement (CE) no 207/2009 notamment au regard du règlement (UE) 2015/2424.

## Organisation interne

### Organisation générale
En tant qu’agence de l’UE, l’EUIPO (précédemment l’OHMI) est supervisé par la Commission européenne. Toutefois, il est autonome sur les plans juridique, administratif et financier. Le Conseil de l'Union européenne nomme le directeur  de l’Office à partir d’une liste préparée par le conseil d’administration. Le directeur exécutif est responsable de la gestion de l’Office en coopération avec le comité budgétaire et le conseil d’administration, qui se composent chacun d’un représentant de chaque État et d’un représentant de la Commission ainsi que leurs suppléants. Le Conseil nomme également le directeur exécutif adjoint, le président de l’ensemble des chambres de recours et le président de chacune d’elles.
L’EUIPO siège à Alicante, en Espagne. Ses effectifs sont évalués à 900 personnes, et ses revenus annuels sont supérieurs à 200 millions d’EUR.
Internet a considérablement amélioré l’accès des sociétés clientes aux marques, dessins et modèles de l’UE. L’EUIPO investit dans les outils d’affaires en ligne et se consacre à l’amélioration de son site internet afin de travailler sans difficulté avec des sociétés du monde entier.

### Chambres de recours
Les chambres de recours statuent sur les recours formés contre les décisions prises en première instance sur les questions de marques ou de dessins et modèles de l’UE. Quatre chambres sont exclusivement consacrées aux questions de marques et une chambre est consacrée aux dessins ou modèles. Une chambre de recours qui statue sur une affaire se compose de trois membres, dont le président de la chambre concernée. Deux des membres doivent être juristes. Certaines affaires peuvent néanmoins être jugées par la Grande chambre ou par un seul membre juriste depuis l’entrée en vigueur du règlement no 422/2004 du Conseil.
La Grande chambre se compose de 9 membres : le président des chambres de recours qui préside, les présidents des chambres et des membres ordinaires sélectionnés à partir d’une liste spécifique. Une chambre peut renvoyer une affaire dont elle est saisie à la Grande chambre lorsque la difficulté en droit est trop grande ou l’affaire trop importante. Par exemple, la Grande chambre peut traiter une affaire lorsque des chambres de recours ont rendu des décisions différentes sur une question de droit soulevée par cette affaire. Le présidium peut également renvoyer une affaire à la Grande chambre.
Le présidium est une instance présidée par le président des chambres de recours et composée des présidents de chacune des chambres ainsi que de trois membres des chambres élus par tous les membres pour chaque année civile. Le présidium est responsable des règles et de l’organisation des chambres de recours : il affecte les membres aux différentes chambres et adopte des décisions à la majorité sur la répartition des affaires entre les chambres pour l’année civile considérée. Le présidium statue sur les conflits, désigne les membres titulaires et suppléants de chaque chambre, établit des règles de nature procédurale, fixe le règlement intérieur, etc.

## Fonctions principales de l’EUIPO

### Gestion des enregistrements des marques, dessins et modèles de l’UE
Toute personne physique ou morale a la possibilité de déposer une demande d'enregistrement de marque, de dessin ou de modèle, sans restriction quant à l’État de constitution ou la nationalité. Une fois délivrés chacun de ces titres produit ses effets dans l'ensemble des États membres de l'Union européenne.

#### Procédures en matière de marques de l'Union européenne
Pour ce qui concerne les marques de l'Union européenne, l’EUIPO met en place les procédures :
- d’examen : l'Office examine d’abord les conditions de forme et de la classification des produits et services. Ensuite, l'EUIPO examine la conformité de la marque au regard des motifs absolus de refus (article 42 renvoyant aux motifs visés à l'article 7 du règlement (UE) 2017/1001[7]). L'Office n'examine donc pas les motifs relatifs de refus, visés à l'article 8 du règlement[7].
- de publication : l'Office publie les demandes d'enregistrement de marque qui ont été jugées conformes quant aux conditions de forme (dépôt régulier au sens de l'article 41 du règlement[7]) et de fond (motifs absolus de refus uniquement). Le demande d'enregistrement est publiée afin de permettre aux tiers d'en prendre connaissance.
- d’opposition : après la première publication du signe dans la partie A du Bulletin des marques communautaires, les titulaires de droits antérieurs ont 3 mois pour faire opposition (article 46 du règlement[7]). Il s'agit pour eux de démontrer que si la marque était enregistrée celle-ci entraînerait un risque de confusion, avec leur droit antérieur, pour le consommateur moyen, comme prévu par l'article 8 du règlement[7]. L'article 47 du règlement[7] prévoit que l'Office examine toute opposition formée, dans les délais, à l'encontre d'une demande d'enregistrement publiée.
- d’enregistrement : si aucune opposition n’a été formée ou que toutes les oppositions formées ont été rejetées, la marque de l'Union européenne peut être enregistrée et publiée dans la partie B du Bulletin des marques communautaires. Un certificat d’enregistrement est délivré.
- de déchéance ou de nullité : après l’enregistrement, la marque peut être déclarée nulle ou le titulaire peut être déchu de ses droits. Une marque de l'UE est annulée s’il a été montré que le signe ne répondait pas aux exigences légales relatives à une marque communautaire au moment de son enregistrement, ou qu’il n’y répond pas actuellement. Par exemple, le titulaire est déchu de ses droits si la marque communautaire n’a pas été utilisée dans l’UE au cours d'une période ininterrompue de cinq ans intervenant. Cette exigence courant à compter de l'enregistrement de la marque de l'UE.

La durée de l’enregistrement de la marque de l’UE est de 10 ans à partir de la date de dépôt de la demande et l’enregistrement est renouvelable indéfiniment.

#### Procédures en matière de dessins et modèles communautaires
Pour ce qui concerne les dessins et modèles, l’EUIPO met en place les procédures d’examen (i), d’enregistrement (ii) et de nullité (iii).
La durée de l’enregistrement est de 5 ans, renouvelable pendant 25 ans.
Toute décision ne faisant pas droit aux prétentions d’un utilisateur peut faire l’objet d’un recours, à n’importe quelle étape de la procédure d’enregistrement.

### Harmonisation du marché intérieur des marques et des dessins ou modèles
L’EUIPO entreprend des actions d’harmonisation et de coopération avec les offices nationaux de propriété intellectuelle des États-membres de l’UE ainsi qu’avec ses homologues internationaux (notamment l’OMPI). L’EUIPO entretient également des contacts étroits avec les principales associations d’usagers, dont certains possèdent un statut d’observateur au sein de ses instances administratives. Toutes ces activités ont pour objectif d’effacer progressivement les différences entre les systèmes qui compliquent la vie des usagers de la marque communautaire et des systèmes de marque nationaux. Cette collaboration vise le rapprochement entre les offices, à la fois en termes de pratiques et d’outils liés à la propriété intellectuelle.

### Médiation
L'EUIPO propose depuis 2011 un service de médiation réservé aux procédures ayant fait l'objet d'un recours. À la fin du mois de novembre 2013, 8 médiations avaient eu lieu.

### Administration multilingue
L’EUIPO est une administration européenne, devant répondre à des sollicitations de toute l’Europe. L’office accepte donc des demandes dans de très nombreuses langues. En 1998, il y avait 5 langues officielles utilisées par l'office pour communiquer (français, anglais, espagnol, allemand et italien) et 11 langues dans lesquelles il était possible de déposer une marque.

## Sources